# Badminton na Igrzyskach Wspólnoty Narodów Młodzieży 2011
Turniej badmintona na Igrzyskach Wspólnoty Narodów Młodzieży 2011 odbył się w położonym na wyspie Man mieście Douglas w dniach 9–11 września 2011 roku.

## Informacje ogólne
Areną zmagań osiemdziesięciu sześciu juniorów i juniorek był National Sports Centre. W głównej hali NSC o wymiarach 44 na 36 metrów przygotowano cztery korty badmintonowe sponsorowane przez firmę Yonex, treningi zaś odbywały się w przyległej sali mieszczącej trzy korty. Sędziowie zawodów zostali wyznaczeni przez Badminton England – angielski związek tego sportu.
Każdy kraj mógł wystawić reprezentację składającą się maksymalnie z czterech zawodników każdej płci, natomiast w poszczególnych konkurencjach mogło wystartować maksymalnie dwóch zawodników lub dwie pary. Ich wiek musiał zaś znajdować się w przedziale 14–18 lat, czyli uprawnieni do startu byli sportowcy urodzeni w latach 1993–1997.
Zawody zdominowali reprezentanci Malezji zdobywając siedem na piętnaście medali, w tym wygrywając cztery z pięciu konkurencji.

## Podsumowanie

### Klasyfikacja medalowa
| Miejsce | Reprezentacja | Złoto | Srebro | Brąz | Razem |
| ------- | ------------- | ----- | ------ | ---- | ----- |
| 1       | Malezja       | 4     | 2      | 1    | 7     |
| 2       | Indie         | 1     | 2      | 1    | 4     |
| 3       | Anglia        | 0     | 1      | 1    | 2     |
| 4       | Szkocja       | 0     | 0      | 1    | 1     |
| 4       | Sri Lanka     | 0     | 0      | 1    | 1     |
| Razem   | Razem         | 5     | 5      | 5    | 15    |

### Medaliści
| Konkurencja             | 1. miejsce                              | 2. miejsce                                               | 3. miejsce                                                         |
| ----------------------- | --------------------------------------- | -------------------------------------------------------- | ------------------------------------------------------------------ |
| gra pojedyncza juniorów | Malezja · Zulfadli Zulkiffli            | Indie · Sameer Verma                                     | Anglia · Rhys Walker                                               |
| gra pojedyncza juniorek | Indie · Pusarla Venkata Sindhu          | Malezja · Sonia Cheah                                    | Szkocja · Kirsty Gilmour                                           |
| gra podwójna juniorów   | Malezja · Nelson Heg · Ee Yi Teo        | Anglia · Ryan McCarthy · Tom Wolfenden                   | Indie · Srikanth Nammalwar Kidambi · Hema Nagendra Babu Thandarang |
| gra podwójna juniorek   | Malezja · Mei Kuan Chow · Meng Yean Lee | Malezja · Sonia Cheah · Li Lian Yang                     | Sri Lanka · Achini Rathnasiri · Upuli Samanthika                   |
| mikst                   | Malezja · Mei Kuan Chow · Ee Yi Teo     | Indie · Srikanth Nammalwar Kidambi · Maneesha Kukkapalli | Malezja · Nelson Heg · Meng Yean Lee                               |